# リコージャパンラグビー部
リコージャパンラグビー部（英: Ricoh Japan Rugby Football Team）は、2023年現在、トップウェストBに所属するリコージャパンのラグビーユニオンチーム。

## 歴史
- 1988年 ラグビー同好会ができる。
- 1989年 「大阪リコーラグビー部」として創部
- 2005年 「リコー関西ラグビー部」に名称変更
- 2011年 「リコージャパンラグビー部」に名称変更

## 概要
- 2015年度のスローガンは、『ALL OUT』。

## 成績

### リーグ戦戦績
- 1993-1994 関西社会人ラグビーEリーグ 2位（6勝1敗）
- 1994-1995 関西社会人ラグビーDリーグ 3位（6勝1敗）
- 1995-1996 関西社会人ラグビーD-1リーグ 優勝（7勝）、関西社会人ラグビーCリーグ昇格
- 1996-1997 関西社会人ラグビーCリーグ 優勝（6勝1分）、関西社会人ラグビーBリーグ昇格
- 1997-1998 関西社会人ラグビーBリーグ 5位（2勝5敗）
- 1998-1999 関西社会人ラグビーBリーグ 8位（1勝6敗）、関西社会人ラグビーCリーグ降格
- 1999-2000 関西社会人ラグビーCリーグ 優勝（7勝）
- 2000-2001 関西社会人ラグビーCリーグ 優勝（7勝）
- 2001-2002 関西社会人ラグビーCリーグ 2位（6勝1敗）
- 2002-2003 関西社会人ラグビーCリーグ 2位（6勝1敗）、トップウェストBへ参入
- 2003-2004 トップウェストB 3位（5勝2敗）
- 2004-2005 トップウェストB 3位（4勝3敗）
- 2005-2006 トップウェストB 3位（4勝3敗）
- 2006-2007 トップウェストB 3位（4勝3敗）、リーグ再編に伴い、トップウェストA1へ参加[2]
- 2007-2008 トップウェストA1 5位（2勝4敗）
- 2008-2009 トップウェストA1 5位（2勝4敗）
- 2009-2010 トップウェストA1 5位（1勝4敗）
- 2010-2011 トップウェストA1 3位（3勝2敗）
- 2011-2012 トップウェストA1 3位（3勝2敗）
- 2012-2013 トップウェストA1 6位（1勝4敗）
- 2013-2014 トップウェストA1 5位（2勝3敗）
- 2014-2015 トップウェストA1 6位（5敗）、リーグ再編に伴いトップウェストBへ参加[3]
- 2015-2016 トップウェストB 6位（2勝5敗）
- 2016-2017 トップウェストB 4位（4勝3敗）、トップウェストA昇格[4]
- 2017-2018 トップウェストA 7位（1勝6敗）、入替戦：勝利、トップウェストA残留
- 2018-2019 トップウェストA 9位（8敗）、入替戦：敗北、トップウェストB降格
- 2019-2020 トップウェストB 優勝（7勝）、入替戦：敗北、トップウェストB残留
- 2021-2022 トップウェストB 優勝（リーグ戦：ホワイトカンファレンス1位 2勝、順位決定戦：1・2位決定戦 勝利）、トップウェストAへ自動昇格
- 2022-2023 トップウェストA 9位（8敗）、トップウェストBへ自動降格
- 2023-2024 トップウェストB 3位（6勝1敗）
- 2024-2025 トップウェストB 3位（5勝1敗1分）

## 2020年度スコッド
太字は今年度からの新加入選手
- 主将　中尾達司

| ポジション | 選手名     | 出身校       | 代表 キャップ |
| ---------- | ---------- | ------------ | ------------- |
| PR         | 臼木宏吏   | 摂南大       |               |
| PR         | 中村光     | 日本体育大   |               |
| PR         | 大橋数馬   | 追手門学院大 |               |
| PR         | 荒井康平   | 中京大       |               |
| HO         | 佐川恵市   | 大阪体育大   |               |
| HO         | 大野雄太   | 大東文化大   |               |
| LO         | 木下朋也   | 近畿大       |               |
| LO         | 小山智聲   | 法政大       |               |
| FL         | 野口明伸   | 近畿大       |               |
| FL         | 川本岳彦   | 花園大       |               |
| FL         | 南雄太     | 花園大       |               |
| FL         | 宮田開     | 天理大       |               |
| FL         | 松本悠之介 | 花園大       |               |
| NO.8       | 大川冬弥   | 大阪体育大   |               |
| NO.8       | 中尾達司   | 天理大       |               |

| ポジション | 選手名     | 出身校       | 代表 キャップ |
| ---------- | ---------- | ------------ | ------------- |
| SH         | 米永悟     | 摂南大       |               |
| SH         | 東良隆     | 龍谷大       |               |
| SH         | 米玉利洋太 | 追手門学院大 |               |
| SO         | 押海雄人   | 花園大       |               |
| SO         | 満夏月     | 大阪体育大   |               |
| CTB        | 大久保健太 | 龍谷大       |               |
| CTB        | 中村優太   | 摂南大       |               |
| CTB        | 清川翔一朗 | 龍谷大       |               |
| WTB        | 田中史朗   | 帝塚山大     |               |
| WTB        | 北野弘将   | 龍谷大       |               |
| WTB        | 水谷哲至   | 花園大       |               |
| FB         | 沈祥健     | 関西学院大   |               |

## 過去の所属選手
- 森川稔之